# Zúngaros
Zúngaro ᠵᠡᠭᠦᠨ
ᠭᠠᠷ (en mongol: Зүүнгар, literalmente mano izquierda, pronunciación  ʑwʊɴˈʁɑɾ) (en chino tradicional, 準噶爾; en chino simplificado, 准噶尔; pinyin, Zhǔngá'ěr; literalmente, ‘züüngar’) es el nombre que se refiere a varias tribus oirates que formaron y mantuvieron el kanato de Zungaria en los siglos XVII y XVIII. Los zúngaros históricamente fueron una de las principales tribus de la confederación de los Cuatro Oirates. También se les conocía como los Eleuths u Ööled, del eufemismo de la dinastía Qing para la odiosa palabra zúngaro  y también se les llamaba calmucos. En 2010, 15 520 personas reclamaron la ascendencia de los "Ööled" en Mongolia. Un número desconocido también vive en China, Rusia y Kazajistán.

## Origen
Los zúngaros eran una confederación de varias tribus oirate que surgieron a principios del siglo XVII para luchar contra el Altan Kan de los Khalkha (que no debe confundirse con el más conocido Altan Kan de los Tumed), Tümen Zasagt Khan y más tarde los manchúes por el dominio y el control sobre el pueblo y los territorios mongoles. Esta confederación se elevó al poder en lo que se conoció como Zungaria entre las montañas de Altái y el valle del río Ilí. Inicialmente, la confederación estaba formada por las tribus oöled, dörbet. Más tarde, elementos de las tribus joshut y torgud fueron incorporados por la fuerza al ejército zúngaro, completando así la reunificación de las tribus de Mongolia occidental.
Según la historia oral, las tribus oöled y dörbed son las tribus sucesoras de los naimanos, una tribu mongola que vagaba por las estepas de Asia central durante la época de Gengis Kan. Los oöled compartían el nombre de clan choros con los Dörvöd. "Zuun gar" (mano izquierda) y "Baruun gar" (mano derecha) formaban la organización militar y administrativa de los oirates. Los zúngaros olots y los choros se convirtieron en los clanes gobernantes en el siglo XVII.

## Historia

Escritura todo bichig en rocas de Alma Ata.

En 1697, dos parientes de Galdan Boshugtu Khan, Danjila y Rabdan, se rindieron al emperador Qing Kangxi. Su pueblo se organizó entonces en dos banderas Oolod y se reasentó en la moderna provincia de Bayanhongor, Mongolia. En 1731, quinientos hogares huyeron al territorio de Zungaria mientras que los Oolod restantes fueron deportados a Hulun Buir. Después de 1761 algunos de ellos fueron reasentados en la provincia de Arjangai.
Los zúngaros que vivían en una zona que se extendía desde el extremo occidental de la Gran Muralla China hasta el actual Kazajistán oriental y desde el actual Kirguistán septentrional hasta el sur de Siberia (la mayor parte de la cual se encuentra en el actual Xinjiang), fueron el último imperio nómada que amenazó a China, lo que hicieron desde principios del siglo XVII hasta mediados del siglo XVIII. Después de una serie de conflictos militares no concluyentes que comenzaron en la década de 1680, los zúngaros fueron subyugados por la dinastía Qing liderada por los manchúes (1644-1911) a finales de la década de 1750. Clarke manifestó que la campaña Qing en 1757-58 «equivalió a la completa destrucción no solo del estado zúngaro sino de los zúngaros como pueblo».
Después de que el emperador Qianlong condujo a las fuerzas Qing a la victoria sobre los mongoles zúngaros oirates (occidentales) en 1755, originalmente iba a dividir el kanato de Zungaria en cuatro tribus encabezadas por cuatro kanes, la tribu Khoit iba a tener al líder zúngaro Amursana como su kan. Amursana rechazó el arreglo Qing y se rebeló, ya que quería ser el líder de una nación zúngara unida. Qianlong entonces emitió sus órdenes para el genocidio y la erradicación de toda la nación y el nombre zúngaro, las ocho banderas manchúes Qing y los mongoles Khalkha (Este) Mongoles esclavizaron a las mujeres y niños zúngaros mientras mataban a los otroszúngaros.
El emperador Qianlong ordenó entonces el genocidio de los zúngaros, trasladando al resto del pueblo zúngaro al continente y ordenando a los generales que mataran a todos los hombres en Barkol o Suzhou, y dividieron a sus esposas e hijos entre las fuerzas Qing, que estaban formadas por mongoles manchúes y kalkha de las ocho banderas. El erudito Qing Wei Yuan estimó la población total de los zúngaros antes de la caída en 600 000 personas, o 200 000 hogares. El oficial oirate Saaral los traicionó y luchó contra los oirates. En un ampliamente citado  relato de la guerra, Wei Yuan escribió que alrededor del 40% de los hogares zúngaros murieron por la viruela, el 20% huyó a Rusia o a las tribus de Kazajsitán, y el 30% fueron asesinados por el ejército Qing de los mongoles manchúes y Khalkha de las ocho banderas, no dejando yurtas en un área de varios miles de li excepto las de los rendidos. Durante esta guerra los kazakos atacaron a los dispersos oirates y altáis. Basándose en este relato, Wen-Djang Chu escribió que el 80% de los 600 000 o más zúngaros (especialmente choros, olots, khoid, baatud y zakhchin) fueron destruidos por enfermedades y ataques  que Michael Clarke describió como «la completa destrucción no solo del estado zúngaro sino de los zúngaros como pueblo». El historiador Peter Perdue atribuyó la diezma de los zúngaros a una política explícita de exterminio lanzada por Qianlong, pero también observó signos de una política más indulgente después de mediados de 1757. Mark Levene, un historiador cuyos intereses de investigación recientes se centran en el genocidio, ha declarado que el exterminio de los zúngaros fue «posiblemente el genocidio del siglo XVIII por excelencia». El genocidio de los zúngaros se completó con una combinación de una epidemia de viruela y la matanza directa de los zúngaros por las fuerzas Qing manchúes y mongolas (kalkha) de las ocho banderas.
Los rebeldes uigures anti-zúngaros de los oasis de Turfán y Kumul se habían sometido al gobierno de  los Qing como vasallos y pidieron a estos ayuda  para derrocar el gobierno zúngaro. Líderes uigures como Emin Khoja recibieron títulos dentro de la nobleza Qing, y estos uigures ayudaron a abastecer a las fuerzas militares Qing durante la campaña anti-zúngara. Los Qing emplearon a Khoja Emin en su campaña contra los zúngaros y lo utilizaron como intermediario con los musulmanes de la Cuenca del Tarim para informarles que los Qing solo tenían como objetivo matar a los zúngaros y que dejarían a los musulmanes en paz, y también para convencerlos de matar a los zúngaros ellos mismos y ponerse del lado de los Qing, ya que los Qing notaron el resentimiento de los musulmanes por su anterior experiencia bajo el gobierno zúngaro a manos de Tsewang Araptan.
No fue hasta generaciones más tarde que Zungaria se recuperó de la destrucción y casi liquidación de los zúngaros después de la matanza masiva de casi un millón de zúngaros. El historiador Peter Perdue ha demostrado que su aniquilación fue el resultado de una política explícita de exterminio lanzada por Qianlong. Perdue atribuyó la eliminación de los zúngaros a un «uso deliberado de la masacre» y la ha descrito como un «genocidio étnico».
La «solución final» del genocidio de los Qing para resolver el problema de los zúngaros hizo posible el asentamiento patrocinado por los Qing de millones de chinos Han, Hui, gente del Oasis Turkestaní (uigures) y manchúes de las ocho banderas en Zungaria, ya que la tierra estaba ahora desprovista de zúngaros. La cuenca de Zungaria, que solía estar habitada por zúngaros, está actualmente habitada por kazakos. En el norte de Xinjiang, los Qing trajeron colonos Han, Hui, uigures, Xibe y Kazajistán después de que exterminaran a los mongoles zúngaros oirates de la región, con un tercio de la población total de Xinjiang compuesta por Hui y Han en el área norte, mientras que alrededor de dos tercios eran uigures en el sur de la cuenca del Tarim de Xinjiang. En Zungaria, los Qing establecieron nuevas ciudades como Urumqi y Yining. Los Qing fueron los que unificaron Xinjiang y cambiaron su situación demográfica.
La despoblación del norte de Xinjiang después de la matanza de los oirates budistas llevó a los Qing a asentarse en el norte con los manchúes, los sibo (Xibe), los daur, los solones, los chinos Han, los musulmanes Hui y los taranchis turcos musulmanes, siendo los chinos Han y los migrantes Hui los que constituyeron el mayor número de colonos. Dado que fue el aplastamiento del budista oolot (zúngaros) por los Qing lo que llevó a la promoción del Islam y al empoderamiento de los Begs musulmanes en el sur de Xinjiang, y la migración de los taranchis musulmanes al norte de Xinjiang, fue propuesto por Henry Schwarz que «la victoria de los Qing fue, en cierto sentido, una victoria para el Islam». El Xinjiang como una identidad geográfica definida y unificada fue creado y desarrollado por los Qing. Fueron los Qing quienes llevaron al poder turco-musulmán en la región a aumentar desde que el poder mongol fue aplastado por los Qing mientras que la cultura e identidad turco-musulmana fue tolerada o incluso promovida por los Qing.
Qianlong conmemoró explícitamente la conquista de los zúngaros por parte de los Qing como la adición de un nuevo territorio en Xinjiang a «China», definiendo a China como un estado multiétnico, rechazando la idea de que China solo significaba áreas Han en la «China propiamente dicha», lo que significa que según los Qing, tanto los pueblos Han como los que no lo son formaban parte de «China», que incluía el Xinjiang que los Qing conquistaron de los zúngaros. Después de que los Qing terminaron de conquistar Zungaria en 1759, proclamaron que la nueva tierra que anteriormente pertenecía a los zúngaros, ahora era absorbida en "China" (Dulimbai Gurun) en un memorial en lengua manchú. Los Qing expusieron en su ideología que estaban reuniendo a los chinos no Han «externos» como los mongoles internos, mongoles orientales, mongoles oirates y tibetanos junto con los chinos Han «internos», en «una familia» unida en el estado Qing, mostrando que los diversos asuntos de los Qing eran todos parte de una familia, los Qing usaron la frase Zhong Wai Yi Jia" 中外一家 o Nei Wai Yi Jia" 內外一家 («interior y exterior como una sola familia»), para transmitir esta idea de «unificación» de los diferentes pueblos. En el relato oficial en lengua manchú de Tulisen de su encuentro con el líder de los calmucos, Ayuka Kan, se mencionaba que mientras que los calmucos eran distintos de los rusos, el «pueblo del Reino Central» (dulimba-i gurun 中國, Zhongguo) era como los mongoles calmucos, y el «pueblo del Reino Central» se refería a los manchúes.
Los oolots de Hulun Buir formaron una bandera administrativa a lo largo de los ríos Imin y Shinekhen. Durante la dinastía Qing, un grupo de ellos se reasentó en la ciudad de Yakeshi. En 1764 muchos oolots emigraron a la provincia de Khovd, en Mongolia, y suministraron servicios de corbeta para la guarnición de Khovd de los Qing. Su número llegó a 9100 en 1989. Exigían una unidad administrativa unida.
Los zúngaros que quedaron en Xinjiang también fueron rebautizados como oolods. Dominaron 30 de las 148 sumas mongolas durante la era de la dinastía Qing y eran 25 000 en 1999.